# Trachyrhamphus
Trachyrhamphus is een geslacht van straalvinnige vissen uit de familie van zeenaalden en zeepaardjes (Syngnathidae). Het geslacht is voor het eerst wetenschappelijk beschreven in 1853 door Johann Jakob Kaup.

## Soorten
- Trachyrhamphus bicoarctatus (Bleeker, 1857)
- Trachyrhamphus longirostris Kaup, 1856
- Trachyrhamphus serratus (Temminck & Schlegel, 1850)